# Stefano De Fiores
Stefano De Fiores (San Luca, 2 de outubro de 1933 — Catanzaro, 15 de abril de 2012) foi um presbítero italiano de Montfort, mariologista de renome internacional, professor titular de mariologia sistemática da Pontifícia Universidade Gregoriana de Roma e presidente da Associação Mariológica Interdisciplinar Italiana.

## Biografia
Depois de concluir os estudos humanísticos, filosóficos e teológicos com os missionários montfortianos, ele fez seus primeiros votos na Companhia de Maria em 8 de setembro de 1953 e, posteriormente, foi ordenado sacerdote na Basílica de Loreto em 21 de fevereiro de 1959.
Depois de se formar em teologia (na Pontifícia Universidade Lateranense) e de doutorado em teologia espiritual (na Pontifícia Universidade Gregoriana), foi professor no Escolasticado Montfortiano em Roma, diretor do Centro Mariano Montfortiano e superior provincial da província italiana. Ensinou na Pontifícia Faculdade Teológica de Marianum e na Pontifícia Universidade Gregoriana. Supervisor teológico da ópera-musical Maria de Nazaré. Uma história que continua...
Como diretor do National Marian Link, ele organizou as conferências nacionais dos Reitores dos Santuários da Itália e as Semanas Marianas nacionais. Em 1979, fundou a associação "Centro Mariano Montfortano" e, em 1990, foi co-fundador da Associação Mariológica Interdisciplinar Italiana e da revista de mariologia Theotokos.
Aprofundado conhecedor de teologia e culto da Virgem e estudioso das aparições marianas, ele publicou 29 textos e inúmeros artigos sobre o tema mariano.
Em 1983, ele foi premiado com a Marian Library of Dayton Medal (Ohio, EUA). Em 1990, recebeu o "Prêmio Laurentin" Pro Ancilla Domini, da Pontifícia Faculdade Teológica Marianum, por sua atividade docente e pelos escritos de caráter mariológico, elaborados em harmonia com o espírito do Concílio Vaticano II. Ele foi o supervisor dos textos, bem como consultor e apoiador da obra musical Maria de Nazaré... uma história que continua.
Ele faleceu em 2012 aos 79 anos como resultado de problemas cardíacos.